# Теннант (Каліфорнія)
Теннант (англ. Tennant) — переписна місцевість (CDP) в США, в окрузі Сискію штату Каліфорнія. Населення — 63 особи (2020).

## Географія
Теннант розташований за координатами 41°34′35″ пн. ш. 121°55′11″ зх. д. / 41.57639° пн. ш. 121.91972° зх. д. (41.576275, -121.919751).  За даними Бюро перепису населення США в 2010 році переписна місцевість мала площу 0,63 км², з яких 0,63 км² — суходіл та 0,00 км² — водойми.

## Демографія
Згідно з переписом 2010 року, у переписній місцевості мешкала 41 особа в 27 домогосподарствах у складі 10 родин. Густота населення становила 65 осіб/км².  Було 89 помешкань (141/км²).
Расовий склад населення:
| - 87,8 % — білих - 4,9 % — корінних американців - 2,4 % — осіб інших рас |

До двох чи більше рас належало 4,9 %. Частка іспаномовних становила 9,8 % від усіх жителів.
За віковим діапазоном населення розподілялося таким чином: 2,4 % — особи молодші 18 років, 68,3 % — особи у віці 18—64 років, 29,3 % — особи у віці 65 років та старші. Медіана віку мешканця становила 59,5 року. На 100 осіб жіночої статі у переписній місцевості припадало 156,2 чоловіків;  на 100 жінок у віці від 18 років та старших — 150,0 чоловіків також старших 18 років.
За межею бідності перебувало 69,0 % осіб, у тому числі 100,0 % дітей у віці до 18 років та 41,2 % осіб у віці 65 років та старших.
Цивільне працевлаштоване населення становило 11 осіб. Основні галузі зайнятості: роздрібна торгівля — 54,5 %, будівництво — 45,5 %.